# لاله صربی
لاله صربی (نام علمی: Tulipa serbica) نام یک گونه از سرده لاله است.